# Gondola
 Ovo je glavno značenje pojma Gondola. Za druga značenja pogledajte Gondola (razdvojba).
Gondola je čamac za plovidbu plitkim vodama uz minimalni gaz, te je tako jedinstven za Veneciju i njezine brojne kanale, čime simbolizira ugled romantičnog grada.

## Opis
Za gradnju gondole koristi se osam različitih vrsta drveta (jela, hrast, višnja, orah, brijest, mahagonij, ariš i limun) i sastoji se od 280 dijelova. Njezin asimetričan oblik omogućuje lako upravljanje sa samo jednim veslom kojim gondolijer vesla stojeći na krmi. Lijeva strana gondole je načinjena duljom od desne kako bi se stvorila ravnoteža zbog težine gondolijera.

## Povijest
U pismu dužda Vilalea Faliera iz 1094. godine prvi se put spominje gondola koja se tada, kao i danas, koristila za prijevoz putnika gradom. U 18. stoljeću na kanalima grada je plovilo možda čak 14000 gondola što znači da je Venecija bila jedan od najprometnijih vodenih putova u svijetu. Danas ih je ostalo samo petstotinjak i predstavljaju najčešće turističku atrakciju. Venecijska tradicija nalaže da se par koji se vozi u gondoli mora poljubiti ispod svakog mosta, kako bi vječno ostali zaljubljeni. 

## Vanjske poveznice
|  | Zajednički poslužitelj ima stranicu o temi Venetian Boats |